# Lingo
Lingo es el lenguaje de programación que lleva incorporado Macromedia Director, un programa de autoría. Permite integrar con relativa facilidad texto, imágenes, sonidos y video digital, siendo una alternativa a lenguajes más tradicionales, como el C/C++, porque el desarrollo de la aplicación es mucho más rápido y flexible. El soporte para publicar suele ser el CD y desde hace algún tiempo, con la ayuda de Adobe Shockwave, también la WWW.

## Sintaxis
El cambio a la sintaxis de JavaScript es una importante mejora sobre el director de Macromedia. Esta característica proporciona un lenguaje y una sintaxis más comunes entre el MX de Macromedia Director y Flash de Macromedia. En Director, la puesta en práctica de la lengua está encima del motor de SpiderMonkey (Javascript-C) [ 1 ], que es un intérprete preembalado de ECMAScript escrito en C y se conforma en gran parte a la especificación de ECMA [ 2 ], excepto en las áreas donde las funciones o las palabras claves de encargo exponen funcionalidad Director.

## Comparación entre lenguajes de programación
A continuación se expone una comparación entre códigos equivalentes en Lingo Y JavaScript:
```
-- Lingo syntax
castLib("News Stories").member.count

// JavaScript syntax
castLib("News Stories").member.count;
```

```
-- Lingo syntax
member("News Items").paragraph[1]
member("News Items").paragraph[1].word[2]

// JavaScript syntax
member("News Items").getPropRef("paragraph", 1);
member("News Items").getPropRef("paragraph", 1).getProp("word", 2);
```

Los comentarios en Lingo se escriben con -- mientras que en JavaScript se escriben con // o /*...*/.